# Конституционная куренция
Конституционная куренция (канстытуцыйная («літоўская», «сеймавая», «скарбовая») курэнцыя) — система денежного счёта, которая основывалась на официальных государственных постановлениях (с 1717 г.), направленных на поддержку в Речи Посполитой относительно стабильных курсов обращения разнородных монет. В письменных источниках упоминается в 1724 — 1761 гг.
Согласно конституционной куренции полноценные монетные номиналы переводились на паритетные им суммы в медных шелягах: злотый красный = 18 злотым в шеляжной монете, талер = 8 злотым, тымф = 38 грошам, шестак = 12 грошам 2 шелягам.